# Perilissus alpestrator
Perilissus alpestrator là một loài tò vò trong họ Ichneumonidae.